# 김성문 (레슬링 선수)
김성문(金成文, 1965년 3월 16일~)은 대한민국의 레슬링 선수, 지도자이다. 1988년 하계 올림픽에서 남자 그레코로만형 라이트급 은메달을 획득했다. 